# Fasanerie (Toszek)

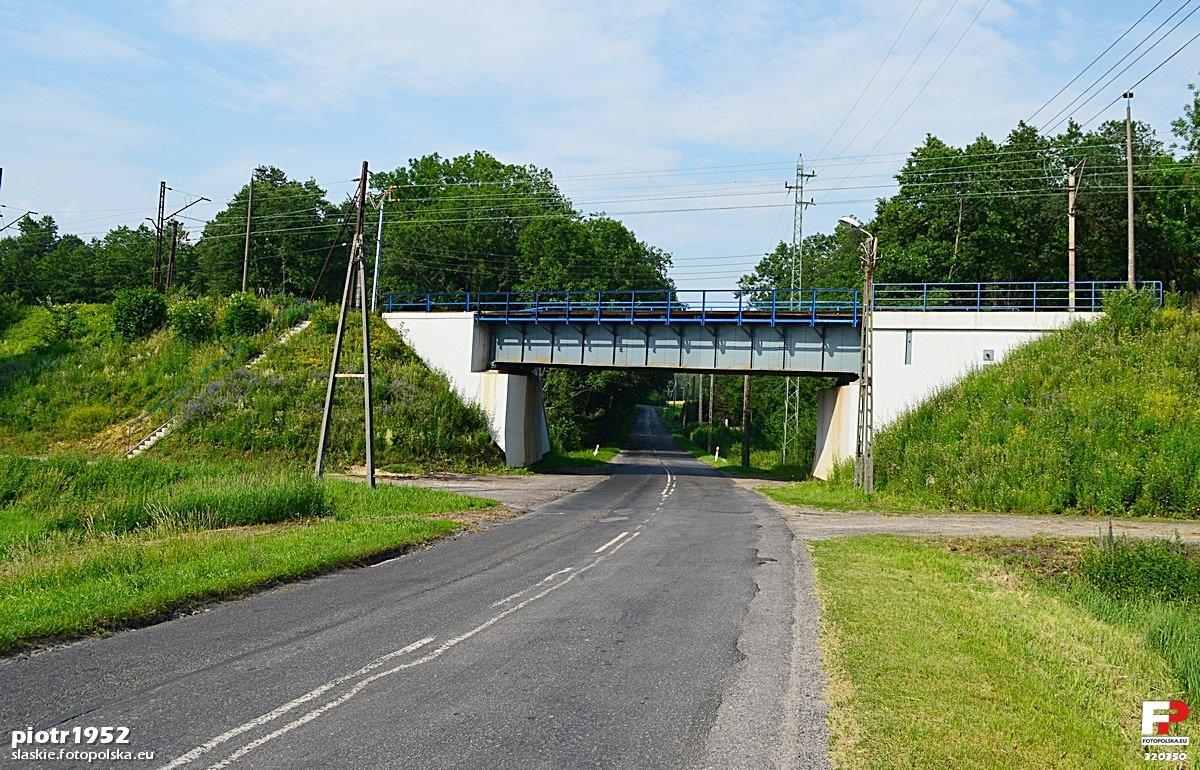
Hinter der Bahnstrecke beginnt die Fasanerie

Die Fasanerie (polnisch Fazaniec, Las Fazaniec) in Toszek (deutsch Tost) ist eine im 19. Jahrhundert im Osten der Stadt angelegte Waldfläche. Sie liegt zwischen Toszek und Kotliszowice (Kottlischowitz) und hat eine Fläche von 64,6 Hektar. In dem Wald befinden sich Findlinge, einige Teiche und Bäche und im Norden wird er durch den Toster Bach (Toszek, Toszecki Potok) durchflossen.

## Geschichte
Die Fasanerie wurde 1848 angelegt. Anfangs befanden sich hier Damwild und Schwarzwild und die namensgebende Fasanenzüchterei. Sogar ein russischer Großfürst holte sich von hier Fasane für den Zarenpark bei Moskau (Zarizyno-Park).
Der Wald war schon früh ein beliebtes Ausflugsziel, heute wird er zudem für Lehrzwecke genutzt. 2007 wurde in der Fasanerie durch das Gymnasium in Toszek und durch das Forstamt ein Lehrpfad angelegt.

## Flora
In der Fasanerie finden sich etwa 200 Pflanzenarten. An Baumarten finden sich u. a. Eichen, Kiefern, Buchen und Hainbuchen, teilweise mit einem Alter von 210 Jahren.
Drei Bäume sind als Naturdenkmale klassifiziert: Eine Rotbuche (Fagus sylvatica) mit 35 Metern Höhe und zwei Stieleichen (Quercus robur) mit einer Höhe von 28 Metern und 32 Metern.
An krautigen Pflanzen finden sich das Buschwindröschen (Anemone nemorosa), der Gefingerte Lerchensporn (Corydalis solida), das Scharbockskraut (Ficaria verna), das Gefleckte Lungenkraut (Pulmonaria officinalis), das Leberblümchen (Hepatica nobilis), Schaumkräuter (Cardamine) und Seidelbast (Daphne).